# NEO UNIVERSE/finale
「NEO UNIVERSE/finale」（ネオ ユニヴァース/フィナーレ）は、日本のロックバンド、L'Arc〜en〜Cielの19作目のシングル。2000年1月19日発売。発売元はKi/oon Records。

## 概要
前作「LOVE FLIES」以来約3ヶ月ぶりとなるシングル。1994年のメジャーデビュー以降ではバンド初となる両A面シングルであり、インディーズ時代を合わせると通算2作目のこととなった。また、本作は、メンバー4人それぞれが作詞又は作曲を担当した楽曲が収録されている唯一のシングル作品となっている。
本作の表題曲「NEO UNIVERSE」は、打ち込みを多用したエレクトロ・ポップ要素の強い楽曲となっており、この当時にkenが作曲した作品としては、珍しく明るいポップスに仕上げられている。kenは1999年に発表したアルバム『ark』『ray』に関するインタビューの中で、「なんか周りから過剰に明るい曲を求められてるような空気を感じたとたんに、もう全然書けなくなって、明るい曲が」と語っていたが、今回の制作では意識的に明るい曲を書くことにしたという。本作発売当時のインタビューで、kenは「明るい曲を書こう」「メジャーのコードから始まる曲をつくろう」と考えていたと明かしている。歌詞は、2000年という新たな時代を迎えるにあたり、hyde曰く「未来に向けての"現実"と"夢"をことばにした」という。なお、この曲は、本作発売の約2週間前の2000年1月1日から、女優の一色紗英が出演する資生堂の口紅ブランド「ピエヌ」CMソングに使用されている。余談だが、フォークデュオのゆずのメンバー、北川悠仁は「L'Arc〜en〜Cielの楽曲で好きな曲」としてこの曲をあげている。
もう一つの表題曲である「finale」は、ブリストル独特のダークなサウンドを盛り込み、暗く儚い印象を抱かせるメロディアスなバラードに仕上げられている。なお、この曲は、2000年1月22日に公開された、仲間由紀恵主演の東宝配給映画『リング0 バースデイ』主題歌に使用されている。ちなみに、作詞を担当したhydeは、この映画に向けて歌詞を書き下ろしている。なお、映画『リング』シリーズへの楽曲提供の依頼は、前作『リング2』が制作されていた頃にもL'Arc〜en〜Cielに話があったが、この曲の作曲を担当したtetsuya曰く「そのときはスケジュールが合わなくて実現しなかった」という。余談だが、2020年9月20日にNHK-FMで放送されたラジオ番組『サウンドクリエイターズ・ファイル』の「パーソナリティーの好きな映画や映画音楽を紹介するコーナー」において、R-指定（Creepy Nuts）が上記映画とこの曲をセレクトしている。この番組において、R-指定は「『リング0 バースデイ』を俺の中で名作たらしめているのが音楽なんですよ。主題歌っていうかエンディングもすごい悲しいんですよ。怖い歌でもあるんですけど、そんぐらい貞子の愛情が深かった」とコメントしている。（詳細は楽曲解説の項目を参照）
また、カップリング曲には、yukihiroが手掛けたリミックス音源「trick -new wave of japanese heavy metal mix-」に加え、yukihiro作曲のインストゥルメンタル「hole」が収録されている。L'Arc〜en〜Cielのシングルに収録されるカップリング曲はこれまで1曲のみだったが（カップリングが収録されていない「HONEY」「花葬」を除く）、本作で初めて2曲収録されることとなった。ちなみに、yukihiroの手掛けたリミックス音源がカップリングに収録されたシングルは、本作が最後となっている。2000年6月には、このリミックス企画の集大成としてリミックスアルバム『ectomorphed works』が発表されており、このアルバム発売をもってリミックス企画は一区切りとなった。
なお、インストゥルメンタルの「hole」は映画『リング0 バースデイ』の挿入曲、リミックス音源「trick -new wave of japanese heavy metal mix-」はツーカーセルラー東京・東海「EZweb 誕生キャンペーン」のCMイメージソングに使用されており、2曲以上収録したL'Arc〜en〜Cielのシングル作品としては珍しくすべての収録曲にタイアップが付くこととなった。

## リリース

### リリースプロモーション
本作のリリースプロモーションとして、表題曲「NEO UNIVERSE」のタイアップ先となる資生堂とのコラボレーション企画が実施され、テレビCMで使われた30秒だけが録音された非売品CDが製造・配布されている。このCDは本作発売前の1999年12月25日・26日に、営団地下鉄（現：東京メトロ）銀座駅構内において配布されたのが最初となっている。
また、両表題曲とも、1999年12月31日から2000年1月1日にかけて東京ビッグサイトで開催した、バンド初のカウントダウンライヴ「RESET>>LIVE *000」で初披露されている。2曲目に収録された「finale」は"1000年代という千年の最後を締め括るライヴの一曲目"、1曲目に収録された「NEO UNIVERSE」は"2000年代という新時代突入の一曲目"としてそれぞれ演奏されている。なお、このライヴは東京ビッグサイトの東館展示ホール1-3で開催されたが、隣接する東館展示ホール4-5では大型ビジョンでライヴの模様を生中継する"リアルタイムヴァーチャルライヴ"が実施され、全ホールで計55,000人の観客を動員している。
さらに、新年のカウントダウンで多くの人が集まっていた全国各地の街頭に設置されたビジョンで、1999年12月31日23時59分頃から、観客によるカウントダウンと「NEO UNIVERSE」を初演奏している模様を生放映する、"L'Arc〜en〜Cielとともに1990年代を締めくくり、新たな時代を迎える"という企画が行われた。hydeは2012年に発表した自叙伝で、カウントダウンライヴを振り返り「2000年になる瞬間、ミレニアムには、派手に何か記念になることをしたいなって思ってたから、"RESET>>LIVE *000"っていうカウントダウンライヴが出来たのは嬉しかった」と述べている。
そして2000年1月1日には、テレビ朝日系列で放送された音楽番組『ミュージックステーション ミレニアムスペシャル』に出演し、「NEO UNIVERSE」をテレビ初披露している。

### リリース形態
本作は、通常盤（CD）の1形態でリリースされており、初回限定仕様は2面紙ジャケット仕様になっている。

### チャート他
本作は発売初週となる2000年1月31日付のオリコン週間シングルチャートで、前作「LOVE FLIES」に続き通算9作目となる首位を獲得している。また、発売翌週の2000年2月7日付のオリコン週間シングルチャートでは約25万枚を売り上げ週間6位にランクインしており、週間6位で記録した売上枚数としては歴代最高売上枚数を記録している。ちなみに、L'Arc〜en〜Cielは「浸食 〜lose control〜」「花葬」は発売した初週で、それぞれ週間3位、週間4位の歴代最高売上枚数の記録も記録している。さらに、L'Arc〜en〜Cielにとしては前年発表の「HEAVEN'S DRIVE」以来となる通算5作目のミリオンセラー（累計売上約110.3万枚）を達成した。そしてこのシングルで、L'Arc〜en〜Cielは2000年度のオリコン年間シングルチャートのTOP10入りを果たし、1998年より3年連続で年間チャートTOP10入りを果たすこととなった。なお、このシングルが現時点においてL'Arc〜en〜Cielが記録した最後のミリオンセラーフィジカルシングルとなっている。
ミリオンヒットシングルということもあり、表題曲の「NEO UNIVERSE」は2000年代以降のライヴで頻繁に演奏されている。ただ、タイトルと同名の競走馬であるネオユニヴァースが日本競馬に登場したことを受け、2003年6月29日に開催したライヴ「Shibuya Seven days 2003」のMCで、hydeが「これから「NEO UNIVERSE」という曲をやろうと思ったんだけど、競馬がはずれたのでやりません」「ネオユニヴァースが勝つまでライヴで「NEO UNIVERSE」は演奏しない」と冗談で発言したこともある。このhydeのMCでの発言が背景にあったかは定かでないが、結果として2005年に開催したライヴ「AWAKE TOUR 2005前夜祭「今夜奇跡が起きる!?」」と、ライヴツアー「AWAKE TOUR 2005」まで「NEO UNIVERSE」がライヴで披露されることはなかった。なお、前述のライヴ及びツアーで披露した「NEO UNIVERSE」は、2000年に開催したドームツアー「TOUR 2000 REAL」以来約5年ぶりのライヴ演奏となっている。そしてこのツアー以降、この曲は定期的にライヴで披露されるようになった。余談だが、前述の競走馬は2004年9月に引退が発表されており、引退式の日となった同年9月20日に行われた第5レースの2歳新馬の入場の際には、行進曲としてこの曲が競馬場内で流されている。一方、もう一つの表題曲である「finale」は、ドームツアー「TOUR 2000 REAL」の後、長きにわたりライヴにおいてフルサイズでの演奏がされていなかったが、2022年に開催したバンド結成30周年を記念したライヴ「30th L'Anniversary LIVE」で約22年ぶりにフルサイズで披露されている。

## ミュージックビデオ
表題曲「NEO UNIVERSE」のミュージック・ビデオは、穴見文秀がディレクターを務めた作品となっている。映像は25世紀の世界をコンセプトとし、近未来都市のバーを舞台にしている。この映像の内容は、バーの中央に設けられた再生装置で、ホログラムになったメンバーが楽曲を演奏するものとなっている。
また、もう一つの表題曲「finale」のミュージック・ビデオは、竹石渉がディレクターを務めた作品となっている。映像はハワイを舞台に、映画『ジュラシック・パーク』を手掛けた空撮チームを迎えて撮影され、1億円を超える製作費で作られている。この映像に収められたメンバーのソロカットシーンは別々の場所で撮影されており、hydeはマウナ・ケア山、kenはキラウエア火山の火口付近、tetsuyaはサウスポイント周辺、yukihiroはヒロ市郊外のジャングルで撮影している。余談だが、hydeとkenは撮影場所が山だったこともあり、2人とも撮影中に高山病にかかっていたという。ちなみに、この映像内でtetsuyaが使っている透明なアクリルネックのベースは「BORN TO ROCK F4b 1993」というベースで、世界で50本しか生産されていないプレミア品となっている。
両表題曲のミュージック・ビデオは、2001年3月28日に発表したクリップ集『CHRONICLE 2』にいずれも初収録されている。また、2019年12月11日には公式YouTubeアーティストチャンネルにおいて、YouTube Music Premium限定で映像の有料公開が開始されている。前述のYouTubeチャンネルでの有料公開開始から約2年4ヶ月後となる2022年4月22日からは、同サイトで映像の無料公開が開始されている。

## 収録曲
| #         | タイトル                                         | 作詞      | 作曲      | 編曲                          | 時間  |
| --------- | ------------------------------------------------ | --------- | --------- | ----------------------------- | ----- |
| 1.        | 「NEO UNIVERSE」                                 | hyde      | ken       | L'Arc〜en〜Ciel, Hajime Okano | 4:09  |
| 2.        | 「finale」                                       | hyde      | tetsu     | L'Arc〜en〜Ciel, Hajime Okano | 6:28  |
| 3.        | 「hole」                                         |           | yukihiro  | yukihiro                      | 1:08  |
| 4.        | 「trick -new wave of japanese heavy metal mix-」 | yukihiro  | yukihiro  | Remixed by yukihiro           | 4:46  |
| 合計時間: | 合計時間:                                        | 合計時間: | 合計時間: | 合計時間:                     | 16:31 |

## 楽曲解説
1. NEO UNIVERSE
  - 作詞: hyde / 作曲: ken / 編曲: L'Arc〜en〜Ciel & Hajime Okano

打ち込みを多用したエレクトロ・ポップ要素の強い楽曲。作曲はkenが担当しているが、当時kenが作曲を手掛けたL'Arc〜en〜Cielの楽曲としては珍しく明るい曲調となっている。kenは1999年に発表したアルバム『ark』『ray』に関するインタビューの中で、「なんか周りから過剰に明るい曲を求められてるような空気を感じたとたんに、もう全然書けなくなって、明るい曲が[3]」と語っていたが、今回の制作では意識的に明るい曲を書くことにしたという。なお、kenは本作発売当時に受けたインタビューの中で「明るい曲を書こう[4]」「メジャーのコードから始まる曲をつくろう[5]」と考えていたと明かしている。
この曲の制作は前作「LOVE FLIES」のレコーディングの合間に進められており[15]、kenがリズムやベース・ライン、ピアノ、シンバルを打ち込み[15][16]、その音源データに対しyukihiroがサンプリングしたドラムの音で組んだリズムを打ち込んでいくといった流れで制作されている[16]。そのため、これまでのL'Arc〜en〜Cielの楽曲制作における一つの流れであった「メンバーそれぞれが個別にデモを制作し、その音源を基にレコーディングする」という手法を採らずに制作された楽曲となっている。この曲の制作について、kenは「デモは作ってないんですよ。そのまま俺が打ち込んだものが生きてるっていうのが多いですね。ベースとギターが変わる程度で[17]」と語っている。また、ken曰く「おもちゃ的な遊び感覚[17]」でこの曲を制作したといい、レコーディングでは様々なアレンジ案があがっていたという。ちなみに、yukihiroからは「ジャミロクワイみたいにしよう[16]」という提案があったが、紆余曲折あって現在の音源に落ち着いたという。
また、この曲では、レコーディングの前日にyukihiroが購入したシンセサイザー、Minimoogで鳴らしたサウンドが使用されている[17]。さらに、この曲にはマニピュレーターの斎藤仁が所有するオーバーハイムも使用されている[18]。この機材は、斎藤曰く、kenなどに勧められ、ニューヨークで購入したという[18]。後年斎藤は、この曲のレコーディングを振り返り「"みんな買え買えって言うけど、使ってくれないじゃん"ってスネてたら、「NEO UNIVERSE」をkenちゃんが作ってきてくれたんです。それでレコーディングではオーバーハイムでメインのフレーズを弾くことができたんです[18]」と述懐している。なお、この曲のサウンドについて、kenは「こういう音色が欲しいって探していくうちに"ユーリズミックスっぽいね"っていう言葉を周囲のスタッフから聞いて。（中略）もう2000年代になっちゃうからひと回りした感じもあるけど、そこでできる新しいことっていうのがあって[17]」と語っている。
さらに、tetsuyaはこの曲のレコーディングで、高音弦側に2本弦を追加した6弦ベース、フェンダー・ベースVIを使用している[19]。なお、ベースソロパートでは、リンダートの6弦ベース（バリトン・ギター）を弾いている[20][21]。ちなみにtetsuyaは、この曲をライヴで披露する際、自身のシグネイチャーモデルベース「ESP Bandit Six」とエフェクター「Roger Mayer Marble Fuzz」を組み合わせたセットで演奏することが多い[22]。このエフェクターは、エフェクターブランドの「ロジャー・メイヤー」とtetsuyaのコラボモデルであり、2001年10月に限定100台で一般販売されている。さらに、kenはこの曲のイントロのギターなどで、ピックではなくE-BOWという長いサステインを生みだすアタッチメントを用いており、効果音的なサウンドをギターで鳴らしている。
また、kenが打ち込んだリズムは終始ハイハットとキックの4分打ちだけだったが、レコーディングするにあたりアウトロに一発だけスネアの音を入れている。これは共同プロデューサーの岡野ハジメの案によるもので、岡野はスネアを一発入れたことについて「俺とユッキー（yukihiro）のブラック・ジョーク的な感じです[23]」と述べている。このような経緯から、ギター、ベース、ドラムが担うオーソドックスなバンドサウンドから離れたプレイが目立つ楽曲に仕上げられることになった。なお、こういったアレンジになったのは、この曲を制作していたとき、kenの中に「バンドだからって、生ドラムが入って、生ベースが入って、エレキ・ギターが入ってっていう枠にしがみつくのは違うかなって[24]」という考えがあったことが起因している。
この曲のボーカルワークについて、hydeは「ハキハキと歌わない、と。たとえるならばU.K.的な感じというか。曲がキャッチーでリズミカルだから、それに乗ってしまうのは危険かなと思った。語感ではほとんど分かりにくいところでドロッとした部分を出した…つもり。これはスルッとそのまま歌うと、かなりキャッチーな、かわいい感じになっちゃうなと思って[25]」と述べている。
歌詞は、作詞を担当したhydeが曲を聴いたときに感じた「SFチックなイメージ[5]」を基に手掛けられている。hydeは歌詞のイメージについて「僕としても2000年っていうのは重要な年の幕開け的なイメージもあるし、その辺りを含めて2000年の1作目として自分が言いたいこと？年が明けたとして僕は何を言いたいのかってことと、曲のイメージとをミックスして書いた[26]」「未来に向けての"現実"と"夢"をことばにした[5]」と語っている。なお、21世紀の始まりとなる2001年でなく、2000年を"新時代の幕開け"と考えた理由について、hydeは「21世紀になることも、もちろん重要なんだけど、まず2000年になるってことのほうが僕には大きく、期待したいことで[25]」と述べている。
また、hydeは作詞をするにあたり「曲調的には軽快で、舌触りは優しくて、そんでこう…なんていうんだろうなあ…メッセージ性が隠されている。そんな感じがいいかなあ[27]」と思っていたという。そういったhydeの思いを反映してか、＜夢を見ていた奇跡はもう来ない＞、＜背中合わせの絶望＞のような現実を見据えたフレーズと、＜あなたは風のように優しく 鳥のように自由に この世界をはばたく＞、＜空のように一つに 結ばれよう＞のような流麗で前向きなフレーズが混在したリリックがのせられている。ちなみに、この曲の歌詞の最後に綴られた＜空のように一つに結ばれよう＞というフレーズについて、hydeは「空って、海みたいに隔たれてないじゃないですか。その場所もつながってるでしょ。だから、どこでも同じ。ニューヨークで見ても同じっていうような、そういうイメージ[27][28]」と語っている。さらにhydeは、この曲を「ある意味アルバム『REAL』を象徴している曲」と表現しており[29]、「夢を追いつつ現実はこうなんだなっていう部分がいちばんよく出てる[29]」と語っている。
2. finale
  - 作詞: hyde / 作曲: tetsu / 編曲: L'Arc〜en〜Ciel & Hajime Okano

本作の1曲目に収録された「NEO UNIVERSE」とは対照的に、ホラー映画の主題歌に使用されたということもあり、暗く儚い印象を抱かせるメロディアスなバラードに仕上げられている。歌詞は映画『リング0 バースデイ』への楽曲提供依頼を受けて書き下ろされているが、楽曲の原型は本作発売の約2年ほど前からストックされていたものだという[5]。この曲の原型を、主題歌の候補曲として映画製作陣に提示した理由について、作曲者であるtetsuyaは「次は貞ちゃん（映画に登場するキャラクター、貞子）のラヴ・ストーリーになるので合うかなと思って[7]」と語っている。余談だがtetsuyaは、上記映画の公開前までに発表された映画『リング』シリーズ（『リング』『らせん』『リング2』）を全て観賞しており[30]、残りの3人も映画『リング』は観賞したことがあったという[31]。
ちなみに、この曲は1998年に発表したアルバム『HEART』を制作していた頃に一度録音されていたが[28]、tetsuya曰く「前のアレンジが、納得いかないまま途中で終わってた[30]」といい、映画主題歌に提供するにあたり楽曲構成、アレンジが変更されている[30]。また、本格的なレコーディングを始める前に、tetsuyaが一人でキーボードなどの音をダビングして、アレンジの方向性を決めたという[25]。
なお、この曲のアレンジはブリストル独特のダークなサウンドを意識したものとなっており[32]、tetsuyaはサウンド面に関して「ポーティスヘッドみたいにしたいな[32]」と思っていたという。そういった思いもあってか、この曲のアレンジではレコード針のノイズ音を取り込み、エフェクトを多用したボーカルと、加工した様々な音が採用されている。ちなみに、弦編曲作業には、吉俣良とバンドの共同プロデューサーである岡野ハジメに加え、kenとtetsuyaが参加している。なお、演奏時間は6分28秒と、L'Arc〜en〜Cielのシングル表題曲では最も演奏時間の長い曲となっている。
歌詞は全て日本語で手掛けられており、上記映画に寄せた日本的な情緒が溢れるものになっている[7]。作詞を担当したhydeは、作詞作業を振り返り「映画と、まったく違うアプローチをしても夢からさめた感じがするし、かと言ってまったく同じだと逆に映画との相乗効果がない気がしたんです。で、自分の感性で、映画の中で流れるなら、こういう感じがいいかなと思ったんです[7]」と述べている。また、hydeは映画の台本を読んだうえで歌詞を手掛けており[33]、映画に登場する山村貞子や貞子の恋人など、様々なキャラクターに自分を重ね、作詞作業に取り組んだという[33]。出来上がった歌詞について、hydeは「自分の愛する人が貞子だったらどうなんだろうって。自分はどういう思いを持つんだろうっていうのが、いちばんしっくりきて、その立場で書いた[33]」「一つひとつの場面を自分に置き換えて考えたんで、すべての部分に（リングの）映像が伴う感じ[29]」と語っている。さらに、歌詞のイメージについてhydeは「絶望があるんだけど、その手前で終わった歌詞になってますね。結末は、絶望的なものが想像されるけど、明るいことを思いながらそこに向かっていってるって感じかな。例えばね…（絶望の）一歩手前で、楽しかった日々のことを思い出してるって感じですね[31]」と語っている。
2006年に開催したバンド結成15周年を記念したライヴ「15th L'Anniversary Live」では、この曲がメドレーの一部として披露されているが、この公演では曲の終わりに貞子がステージ上のスクリーンに現れる演出が組み込まれている。余談だが、映画『リング0 バースデイ』のサウンドトラックには、映画の挿入曲に使用され、本作の3曲目に収録されることになった「hole」に加え、この曲のオーケストラアレンジバージョンとなる「finale (Orchestra Arrange Version)」が収められている。なお、L'Arc〜en〜Cielのメンバーはオーケストラバージョンの制作に関与していない。
3. hole
  - 作曲・編曲: yukihiro

不穏なサウンドが印象的なアンビエント楽曲[34]。yukihiroがL'Arc〜en〜Cielに加入するよりも前に制作していたインストゥルメンタルで、音源は本作発売の7～8年前から存在していたという[7]。映画『リング0 バースデイ』の主題歌に「finale」が使用されることが決まった後、クライアントから「挿入曲も手掛けてほしい」という依頼があり、これがきっかけでこの曲が映画の挿入曲に使用されることとなり、本作のカップリングとして収録される運びとなった。
この曲について、yukihiroは「サンプリングしたものをいろいろと組み合わせて遊んでいたときの曲[7]」と語っており、「この曲以外にも、ベースが入っているものとか、いろいろなヴァージョンがある[7]」という。ちなみに、映画に採用されたこの曲は、yukihiro曰く「オーケストラのサンプリングをメインにしてつくったヴァージョン[7]」だという。なお、この曲の編曲作業はyukihiroが単独で行っている。余談だが、演奏時間は1分8秒と、現在までにL'Arc〜en〜Cielが発表してきた音源の中で最も演奏時間の短い曲となっている。
4. trick -new wave of japanese heavy metal mix-
  - 作詞・作曲・リミックス: yukihiro

7thアルバム『ray』の収録曲「trick」のyukihiroによるリミックス曲。
リミックスをするにあたり「trick」を対象に選んだ経緯について、yukihiroは「もともとサンプリングから作ったギターのリフがあって、どれかに使える曲がないかなと思っていたら、ハマったから[7]」と述べている。また、リミックス作業についてyukihiroは「何種類もキックの音が入ってて、どれをどの位置で鳴らすべきかを探るのが難しかった[35]」と語っている。ちなみに、この曲の副題は、1970年代後半にイギリスで起こった音楽ムーブメントのひとつであるNWOBHM（ニュー・ウェイヴ・オブ・ブリティッシュ・ヘヴィメタル）から取られている。副題をとしてこのワードを付けた理由について、yukihiroは「このミックスに対して、言葉としてカッコいいかな、と[35]」と語っている。
2000年6月に発表したリミックスアルバム『ectomorphed works』には、このリミックスとは別バージョンの「trick [new2 wave of japanese heavy metal mix]」が収録されている。

## タイアップ
NEO UNIVERSE
- 資生堂「ピエヌ」CMソング

finale
- 東宝配給映画『リング0 バースデイ』主題歌
- キヤノン「Wonder BJ」CMソング（本人出演）

hole
- 東宝配給映画『リング0 バースデイ』挿入曲

trick -new wave of japanese heavy metal mix-
- ツーカーセルラー東京・東海「EZweb 誕生キャンペーン」CMイメージソング

## 参加ミュージシャン
- hyde：Vocal
- ken：Guitar
- tetsu：Bass
- yukihiro：Drum
- NEO UNIVERSE
  - ken：Keyboard
  - 岡野ハジメ：Keyboard
  - 斎藤仁：Manipulate
  - tetsu：Six Strings Bass solo, Backing Vocal
  - Chieko：Backing Vocal
- finale
  - ken：Strings Arrangement, Keyboard
  - tetsu：Strings Arrangement, Keyboard
  - 岡野ハジメ：Strings Arrangement, Keyboard
  - 吉俣良：Strings Arrangement
  - 弦一徹ストリングス：Strings
  - 斎藤仁：Keyboard & Manipulate

## カバー
（※）音源がフィジカルに収録されているものに限り記載する。
- オリアンティ・パナガリス （2012年、NEO UNIVERSE、トリビュートアルバム『L'Arc〜en〜Ciel Tribute』に収録）

## 収録アルバム
オリジナルアルバム
- 『REAL』 (#1、#2)

ベストアルバム
- 『Clicked Singles Best 13』 (#1)
- 『The Best of L'Arc〜en〜Ciel 1998-2000』 (#1、#2)
- 『The Best of L'Arc〜en〜Ciel c/w』 (#3)
- 『TWENITY 2000-2010』 (#1、#2)

リミックスアルバム
- 『ectomorphed works』 (#4, 別リミックスバージョン)

コンピレーションアルバム
- 『THE JAPAN GOLD DISC AWARD 2002』 (#1)
- 『音椿 〜 the greatest hits of SHISEIDO 〜 紅盤』 (#1)

サウンドトラック
- 『リング0 バースデイ』 (#2,オーケストラアレンジバージョン、#3)

## 受賞
- 『第14回日本ゴールドディスク大賞 “ROCK ALBUM OF THE YEAR”』